# 9507 Gottfried
9507 Gottfried è un asteroide della fascia principale. Scoperto nel 1973, presenta un'orbita caratterizzata da un semiasse maggiore pari a 2,3406223 UA e da un'eccentricità di 0,2309526, inclinata di 8,41167° rispetto all'eclittica.